# V Mostra de Cinema Llatinoamericà de Lleida
La V Mostra de Cinema Llatinoamericà de Lleida va tenir lloc a Lleida entre el 15 i el 23 de gener de 1999. Fou organitzada pel Centre Llatinoamericà de Lleida amb el suport del Patronat de Turisme de la Paeria de Lleida i la col·laboració de la Fundació "la Caixa", la Universitat de Lleida, l'Instituto de Cooperación Iberoamericana, el Ministeri d'Assumptes Socials d'Espanya i la Casa de América. En aquesta edició, a més, va comptar amb el suporta addicional de l'Institut Català de Cooperació Iberoamericana.
La inauguració i la clausura es van celebrar al Teatre Principal i els projeccions es van fer als Cinemes Rambla. Es van mostrar pel·lícules: 28 llargmetratges de la secció oficial, 13 curtmetratges, 2 de l'homenatge a Pablo Neruda, les 10 "Millors pel·lícules del cinema argentí" i 16 en la retrospectiva del director cubà Santiago Álvarez Román Com a actes paral·lels es van fer una mostra de còmics de José Antonio Muñoz i Carlos Sampayo i la mostra "El París de Rayuela", d'Héctor Zampaglione.

## Pel·lícules exhibides

### Secció oficial
Llargmetratges
- Amaneció de golpe de Carlos Azpúrua
- Cilantro y perejil de Rafael Montero
- O Que É Isso, Companheiro? de Bruno Barreto
- Dársena Sur de Pablo Reyero
- De noche vienes, Esmeralda de Jaime Humberto Hermosillo
- El sueño de los héroes de Sergio Renán
- El evangelio de las maravillas d'Arturo Ripstein
- Escrito en el agua de Marcos Loayza
- El día que murió el silencio de Paolo Agazzi
- El viento se llevó lo que d'Alejandro Agresti
- Central do Brasil de Walter Salles
- La lección de tango de Sally Potter /
- La sonámbula, recuerdos del futuro de Fernando Spiner
- La nube de Fernando Solanas
- Momentos robados d'Oscar Barney Finn
- No se lo digas a nadie de Francisco José Lombardi
- Otario de Diego Arsuaga
- Plaza de almas de Fernando Díaz
- Pizza, birra, faso d'Adrián Caetano i Bruno Stagnaro
- Por si no te vuelvo a ver de Juan Pablo Villaseñor
- Picado fino d'Esteban Sapir
- Posición viciada de Ricardo Coral Dorado
- Tango de Carlos Saura
- Una vida y dos mandados d'Alberto Arvelo
- Un crisantemo estalla en cinco esquinas de Daniel Burman
- La vendedora de rosas de Víctor Gaviria
- Tinta roja de Carmen Guarini
- Un embrujo de Carlos Carrera

Curtmetratges
- Abrigo de Diego Panich
- Adiós mamá d'Ariel Gordon
- Cruz
- En el espejo del cielo de Carlos Salces
- Ale, Luli, Luis y el brazo de Geyka Urdaneta
- Alma Zen de Gianfranco Quattrini
- Fuera de servicio de Javier Argüello
- Líneas de teléfonos de Marcelo Emilio Brigante
- Noti Corta
- Trece segundos
- Vete de mí (una de pasiones) d'Alberto Ponce
- Pasajera de Jorge Villalobos
- Pavana para un hombre descalzo d'Agustín Torre .

### Homenatge a Pablo Neruda
- Ardiente paciencia (1983) d'Antonio Skármeta
- Neruda, todo el amor (1998) d'Ignacio Agüero

### Les 10 "Millors pel·lícules del cinema argentí"
- El romance del Aniceto y la Francisca (1967) de Leonardo Favio
- La guerra gaucha (1942) de Lucas Demare
- Tiempo de revancha (1981) d'Adolfo Aristarain
- La Patagonia rebelde (1974) d'Héctor Olivera
- La historia oficial (1985) de Luis Puenzo
- El dependiente (1969) de Leonardo Favio
- La tregua (1974) de Sergio Renán
- El exilio de Gardel (Tangos) (1986) de Fernando Solanas
- La película del rey (1986) de Carlos Sorín
- Sur (1988) de Fernando Solanas

### Homenatge aSantiago Álvarez Román
- 79 primaveras (1969)
- Ciclón (1963)
- Concierto mayor (1997)
- El milagro de la tierra morena (1973)
- El muro (1995)
- El nuevo tango (1973)
- El primer delegado (1975)
- El sueño del pongo (1970)
- El tigre saltó y mató... pero morirá, morirá (1973)
- Hanoi martes 13 (1967)
- Hasta la victoria siempre (1967)
- La isla de la música (1997)
- L.B.J. (1968)
- Mi hermano Fidel (1977)
- ¿Perdedores? (1991)
- Now (1965)

## Convidats
Pedro Armendáriz Jr., Horacio Altuna, Carlos Azpúrua, Luis Paniagua, Eusebio Poncela, Fernando Solanas, Assumpta Serna, Lázara Herrera, Héctor Zampaglione, José Antonio Muñoz i Héctor Alterio.

## Premis
En aquesta edició es van atorgar dos premis:
- Premi del públic - Amaneció de golpe de Carlos Azpúrua
- Premi al millor guió - Plaza de almas de Fernando Díaz